# Hans Werner Aufrecht
Hans Werner Aufrecht, född 28 december 1938 i Großaspach, Württemberg, är en tysk ingenjör och entreprenör, mest känd som medgrundare av Mercedes-AMG tillsammans med Erhard Melcher.